# Jezioro Płaskie
Jezioro Płaskie – jezioro w Polsce, położone w województwie warmińsko-mazurskim, w powiecie iławskim, w gminie Zalewo. Stanowi ono północno-zachodnią część jeziora Jeziorak.

## Opis
Według regionalizacji fizycznogeograficznej Polski jezioro znajduje się na Równinie Iławskiej. Wchodzi ono w skład Parku Krajobrazowego Pojezierza Iławskiego.
Nad jeziorem znajduje się wieś Jerzwałd oraz przysiółek Likszany.

## Ukształtowanie
Zbiornik ma nieregularny kształt. Jest wydłużony z zachodu na wschód. Na jeziorze, przy południowo-zachodnim brzegu, leżą cztery podmokłe wyspy, m.in. Wyspa Stodółka, Leśny Ostrów i Wyspa Samotna. Jezioro Płaskie posiada połączenie z jeziorem Zdryńskim oraz z jeziorem Rucewo Małe. Odpływ wód następuje w kierunku południowo-wschodnim do Jezioraka Dużego. Wybrzeże zbiornika jest w większości podmokłe i płaskie (stąd nazwa jeziora). Od strony południowej rozciąga się las, od zachodniej zabudowania i łąki, przy wschodnim brzegu łąki, a na północnym łąki i pola uprawne.

## Dane morfometryczne
Dno jest muliste i zarośnięte, z maksymalnym przegłębieniem 5,7 m w zatoce południowo-wschodniej. Zlewnia całkowita – 34 km² o falisto-równinnej rzeźbie.
Jezioro łatwo ulega wpływom zewnętrznym. Zostało zaliczone do III kategorii podatności na degradację.

## Przyroda
W jeziorze spotykane są węgorze, sandacze, liny, leszcze, płocie, karasie, szczupaki, okonie, karpie, miętusy i sumy.